# Aichryson bramwellii
Aichryson bramwellii är en fetbladsväxtart som beskrevs av Kunkel. Aichryson bramwellii ingår i släktet Aichryson och familjen fetbladsväxter. Inga underarter finns listade i Catalogue of Life.